# Узинки (Аляска)
Узи́нки (англ. Ouzinkie, /juːˈzɪŋki/, алют. Uusenkaaq) — город, расположенный в боро Кадьяк-Айленд (штат Аляска, США) с населением в 161 человек по данным переписи 2010 года.

## География
По данным Бюро переписи населения США город Узинки имеет общую площадь в 19,94 км², из которых 15,54 км² занимает суша и 4,4 км² — вода. Площадь водных ресурсов города составляет 22,07 % от всей его площади.
Город Узинки расположен на высоте 14 метров над уровнем моря. Впервые на карты нанесён российским гидрографом Михаилом Тебеньковым в 1852 году.

## Демография
По данным переписи населения 2000 года в Узинки проживало 225 человек, 56 семей, насчитывалось 74 домашних хозяйств и 86 жилых домов. Средняя плотность населения составляла около 5,5 человек на один квадратный километр. Расовый состав Узинки по данным переписи распределился следующим образом: 11,11 % белых, 80,89 % — коренных американцев, 8 % — представителей смешанных рас.
Испаноговорящие составили 4,44 % от всех жителей города.
Из 74 домашних хозяйств в 44,6 % — воспитывали детей в возрасте до 18 лет, 51,4 % представляли собой совместно проживающие супружеские пары, в 20,3 % семей женщины проживали без мужей, 24,3 % не имели семей. 21,6 % от общего числа семей на момент переписи жили самостоятельно, при этом 6,8 % составили одинокие пожилые люди в возрасте 65 лет и старше. Средний размер домашнего хозяйства составил 3,04 человек, а средний размер семьи — 3,52 человек.
Население города по возрастному диапазону по данным переписи 2000 года распределилось следующим образом: 36,4 % — жители младше 18 лет, 6,7 % — между 18 и 24 годами, 20,4 % — от 25 до 44 лет, 27,6 % — от 45 до 64 лет и 8,9 % — в возрасте 65 лет и старше. Средний возраст жителей составил 33 года. На каждые 100 женщин в Узинки приходилось 84,4 мужчин, при этом на каждые сто женщин 18 лет и старше приходилось 90,7 мужчин также старше 18 лет.
Средний доход на одно домашнее хозяйство в городе составил 52 500 долларов США, а средний доход на одну семью — 54 375 долларов. При этом мужчины имели средний доход в 38 333 доллара США в год против 45 625 долларов среднегодового дохода у женщин. Доход на душу населения в городе составил 19 324 доллара в год. 6,1 % от всего числа семей и 6 % от всей численности населения находилось на момент переписи населения за чертой бедности, при этом из них были моложе 18 лет и 4,5 % — в возрасте 65 лет и старше.